# Климовський Ігор Петрович
Ігор Петрович Климовський (17 лютого 1972, Костянтинівка, Українська РСР) — український футболіст, захисник. По завершенні ігрової кар'єри — футбольний тренер.

## Клубна кар'єра
На дорослому рівні дебютував у сезоні 1993/94 за клуб «Металург» (Костянтинівка) у Другій лізі, після чого недовго пограв за аматорський колектив «Донбаскрафт» (Краматорськ).
З 1994 року протягом трьох сезонів виступав за «Металург» (Донецьк), в останньому з яких виграв з командою Першу лігу сезону 1996/97. Після цього відправився до Росії, де грав за нижчолігові клуби «Альянс» (Анапа) та «Коломна», між якими недовго пограв за «Металург-2» (Донецьк).
З 2000 року грав у Другій лізі за «Машинобудівник» (Дружківка), а завершив ігрову кар'єру у 2002 році в клубі «Поділля» (Хмельницький).

## Тренерська кар'єра
По завершенні ігрової кар'єри став тренером, працюючи у ДЮСШ «Олімпік» (Донецьк). За час роботи в академії виховав чимало футболістів для клубів Прем'єр-ліги, зокрема Заурі Махарадзе, Дмитро Гречишкін, Владислав Кулач, Ігор Левченко та інші.
З 2014 року став працювати з юнацькою командою клубу, а 2016 — з молодіжною. 17 квітня 2019 року, після звільнення головного тренера першої команди В'ячеслава Шевчука, Климовський був призначений в.о. головного тренера команди до кінця сезону. У березні 2020 року вже втретє прийняв команду як виконувач обов'язків головного тренера.
У квітні 2021 року став тренером клубу «Нива» (Тернопіль). Наприкінці вересня 2021 року залишив цю посаду.

## Досягнення

### Як гравця
- Перша ліга чемпіонату України
  -  Чемпіон (1): 1996/97

- Друга ліга чемпіонату України
  -  Срібний призер (1): 1995/96